# Lord of the Rings: Game One
Lord of the Rings: Game One (distribuito in Nord America come The Fellowship of the Ring: A Software Adventure) è un videogioco di avventura testuale pubblicato nel 1985 per svariate piattaforme, sviluppato da Beam Software e pubblicato da Melbourne House, basato sul romanzo La Compagnia dell'Anello di J. R. R. Tolkien. È un seguito del videogioco del 1982 The Hobbit, ma non è riuscito a raggiungere lo stesso livello di successo della critica ottenuto dal suo predecessore. Per promuovere il gioco, Melbourne House commissionò un'immagine olografica di un Nazgûl a una società chiamata Holografix, disponibile per l'acquisto direttamente da Melbourne House utilizzando un modulo per ordinarla incluso sul libretto di istruzioni del gioco.

## Accoglienza
Macworld ha recensito contemporaneamente le versioni Macintosh di The Hobbit, Lord of the Rings: Game One e il suo sequel Shadows of Mordor: Game Two of Lord of the Rings, criticando The Hobbit definendolo "particolarmente goffo", in quanto "svantaggiato da un vocabolario di input di 400 parole" rispetto alle 800 parole dei due giochi successivi. Macworld definisce Lord of the Rings: Game One come "particolarmente intricato" e lo raccomanda come punto d'ingresso alla serie rispetto all'effettivo primo gioco, The Hobbit, di cui nonostante ciò elogia la grafica, criticando invece il reparto grafico dei due giochi successivi, scrivendo che il lato artistico dei due giochi aggiunge poco all'appeal generale dei due titoli. Inoltre, la rivista definisce la trilogia come "rimediati letteralmente e fedeli nello spirito ai libri originali", criticando però la natura datata e "rigida" del genere dell'avventura testuale.
Secondo Beam Software, il gioco è stato un successo commerciale.

## Seguito
Nel 1987 è uscito Shadows of Mordor: Game Two of Lord of the Rings, seguito poi nel 1988 da War in Middle Earth e nel 1989 da The Crack of Doom.